# Дармштадтій
Дармштадтій (лат. Darmstadtium, колишній унуннілій) — штучно синтезований хімічний елемент VIII групи періодичної системи, атомний номер 110, позначення Ds. Для ізотопів з атомними масами 267—273 період напіврозпаду становить мікросекунди. Але для важчих ізотопів з масами 280 та 281 період напіврозпаду досягає від 7,6 секунд до 1,1 хвилини.

## Історія
Елемент отримав назву за місцем відкриття. Вперше його синтезовано 9 листопада 1994 в Центрі дослідження важких іонів (Gesellschaft für Schwerionenforschung (GSI)) у місті Дармштадт, С. Гоффманном (S. Hofmann), В. Ніновим (V. Ninov), Ф. П. Гессберґером (F. P. Hessberger), П. Армбрустером (P. Armbruster), Х. Фольґером (H. Folger), Г. Мюнценберґом (G. Munzenberg), Х. Дж. Шоттом (H. J. Schott) та іншими. Виявлений ізотоп мав атомну масу 269.
16 серпня 2003 42-а Генеральна асамблея ІЮПАК, що відбулась у канадському місті Оттава, і Рада ІЮПАК офіційно присвоїли елементу № 110 назву «дармштадтій».
Раніше 110-й елемент називали унуннілій.

## Отримання
{\displaystyle \,_{82}^{208}\mathrm {Pb} +\,_{28}^{62}\mathrm {Ni} \to \,_{110}^{269}\mathrm {Ds} +\,_{0}^{1}\mathrm {n} }

## Відомі ізотопи
| Ізотоп | Маса | Період напіврозпаду | Тип розпаду                                      |
| ------ | ---- | ------------------- | ------------------------------------------------ |
| 267Ds  | 267  | 2,8+13,3−1,2 мкс    | α-розпад в 263Hs                                 |
| 269Ds  | 269  | 179+245−66 мкс      | α-розпад в 265Hs                                 |
| 270Ds  | 270  | 0,10+0,14−0,4 мс    | α-розпад в 266Hs                                 |
| 271Ds  | 271  | 1,63+0,44−0,29 мс   | α-розпад в 267Hs                                 |
| 273Ds  | 273  | 0,17+0,17−0,06 мс   | α-розпад в 269Hs                                 |
| 279Ds  | 279  | 0,18+0,05−0,03 с    | спонтанний поділ (90 %), α-розпад в 275Hs (10 %) |
| 281Ds  | 281  | 9,6+5,0−2,5 с       | спонтанний поділ                                 |